# 氷川神社 (小平市)
氷川神社（ひかわじんじゃ）は、東京都小平市の神社。地名を冠して回田氷川神社（めぐりたひかわじんじゃ）とも称される。
現在は同市内の熊野宮の兼務社になっている。

## 歴史
1755年（宝暦5年）に創建された。当地の地名「回田町」は、武蔵国多摩郡廻田村（現・東京都東村山市廻田町）に由来し、廻田村を親村とする新田であった。そして廻田村にあった氷川神社から分霊を勧請したものである。
現在の社殿は1859年（安政6年）に再建されたものである。

## 境内社
- 稲荷社
- 秋葉社
- 山神

## 交通アクセス
- 小平駅より徒歩32分。